# 亚洲鳍趾䴘
，是鹤形目日鷉科的一种鸟类。

## 特征
亚洲鳍趾䴘体重约510克，翼长约23.95厘米，喙宽度约6.6毫米，喙厚度约12.2毫米，嘴峰长约52.8毫米，跗蹠长约47.6毫米，尾长约108.2毫米。
亚洲鳍趾䴘是留鸟，栖息在湖泊、沼泽等湿地环境，它们是食肉动物，主要以鱼类、甲壳动物、软体动物等水生动物为食。它们分布在孟加拉国和印度东北部到印度支那；越冬于苏门答腊岛。